# Sint-Truidense VV in het seizoen 2014/15
Sint-Truiden kwam in het seizoen 2014/15 uit in de Belgische Tweede Klasse. In het derde opeenvolgende seizoen in Tweede Klasse werd de titel gepakt, waardoor Sint-Truiden opnieuw promoveerde naar de hoogste afdeling.

## Overzicht
In het voorgaande seizoen wist STVV de eindronde te halen, waarin het nipt promotie naar Eerste Klasse miste. Na afloop van het seizoen werd het contract van trainer Yannick Ferrera met één seizoen verlengd. Aan het begin van het seizoen werd de nieuwe westtribune in gebruik genomen worden, waarmee de renovatie van Stayen voltooid werd. Dankzij de nieuwe hoofdtribune biedt het stadion sindsdien plaats aan 14.600 plaatsen, waardoor Stayen het negende grootste voetbalstadion van het land werd.
Sint-Truiden kende een weifelend seizoensbegin. Na drie speeldagen stond de ploeg op de zevende plaats, met vier op negen. Vervolgens werden wel dertien punten behaald uit vijf wedstrijden, waardoor STVV opklom naar de derde plek na de negende speeldag. De 3-0-nederlaag in en tegen KAS Eupen op de tiende speeldag betekende wel dat de club definitief de eerste periodetitel moest opgeven, ook al had het één wedstrijd minder gespeeld aangezien de wedstrijd op het veld van AFC Tubeke werd afgelast vanwege de onbespeelbaarheid van het terrein. De nederlaag tegen Eupen bleek een keerpunt te zijn voor de Kanaries. Sint-Truiden won (met de inhaalwedstrijd meegerekend) tien wedstrijden op een rij, waardoor het in enkele weken tijd de koppositie overnam en bovendien een aanzienlijke kloof uitbouwde. Na eenentwintig speeldagen kon STVV met een comfortabele voorsprong van zeven punten op Lommel United en met de tweede periodetitel de winterstop in.
2015 werd ingezet met een overwinning op het veld van Oud-Heverlee Leuven. Na 2-0 te zijn achtergekomen wisten de Kanaries uiteindelijk toch nog met 2-3 naar huis te keren. Ook de daaropvolgende wedstrijden werden niet verloren, en zienderogen vergrootte Sint-Truiden zijn kloof met eerste achtervolger Lommel United tot elf punten. Maar naarmate de eindstreep in zicht kwam, begon de Truiense motor te sputteren. Op speeldag 29 werd gelijkgespeeld tegen White Star Brussel, en ook de daaropvolgende wedstrijd tegen Patro Eisden Maasmechelen kon niet winnend afgesloten worden. Sterker nog, in de volgende wedstrijd in en tegen KSK Heist werd verloren; de eerste nederlaag in 21 wedstrijden. Hierdoor kon provinciegenoot Lommel naderen tot op drie punten, met op de laatste speeldag een wedstrijd tussen de nummers één en twee gepland. Eén speeldag voor het einde viel echter de beslissing: STVV won in en tegen AS Verbroedering Geel, terwijl Lommel thuis verloor van KAS Eupen. Sint-Truiden won hierdoor voor de vierde maal de titel in Tweede Klasse, en promoveerde na drie jaar opnieuw naar de hoogste afdeling. De wedstrijd thuis tegen Lommel werd zo een galamatch die uiteindelijk met 2-1 gewonnen werd.

## Ploegsamenstelling
| Nr. | Naam                           | Positie      | Nationaliteit          | Geboortedatum    |
| --- | ------------------------------ | ------------ | ---------------------- | ---------------- |
| 1   | Davy Schollen                  | Doelman      | België                 | 28 februari 1978 |
| 2   | Nicolas Gerits                 | Verdediger   | België                 | 2 augustus 1995  |
| 3   | Alessandro Iandoli             | Verdediger   | Italië                 | 29 april 1984    |
| 4   | Pierre-Baptiste Baherlé        | Middenvelder | Frankrijk              | 7 juli 1991      |
| 5   | David Habarugira               | Verdediger   | Burundi                | 16 augustus 1988 |
| 6   | Gaëtan Hendrickx               | Middenvelder | België                 | 30 maart 1995    |
| 7   | Mehdi Lazaar                   | Aanvaller    | België                 | 9 maart 1993     |
| 8   | Faycal Rherras                 | Verdediger   | Marokko                | 7 april 1993     |
| 9   | Piotr Parzyszek                | Aanvaller    | Polen                  | 8 september 1993 |
| 10  | Redouan Aalhoul                | Middenvelder | België                 | 6 april 1992     |
| 11  | Joeri Dequevy                  | Middenvelder | België                 | 27 april 1988    |
| 14  | Dimitri Daeseleire             | Verdediger   | België                 | 18 mei 1990      |
| 16  | Rob Schoofs                    | Middenvelder | België                 | 23 maart 1994    |
| 18  | Matthias Odeurs                | Verdediger   | België                 | 17 juli 1995     |
| 19  | Yvan Erichot                   | Verdediger   | Frankrijk              | 25 maart 1990    |
| 20  | Hilaire Momi                   | Aanvaller    | Centr.-Afrikaanse Rep. | 16 maart 1990    |
| 21  | Mathias Schils                 | Verdediger   | België                 | 1 mei 1993       |
| 22  | Edmilson Junior Paulo da Silva | Middenvelder | België                 | 19 augustus 1994 |
| 23  | Sascha Kotysch                 | Verdediger   | Duitsland              | 2 oktober 1988   |
| 24  | Salomon Nirisarike             | Verdediger   | Rwanda                 | 23 maart 1993    |
| 27  | Iebe Swers                     | Middenvelder | België                 | 27 december 1996 |
| 28  | William Dutoit                 | Doelman      | Frankrijk              | 9 maart 1993     |

### Trainersstaf
- Yannick Ferrera (hoofdcoach)
- Rudy Kalema (hulptrainer)
- Peter Delorge (hulptrainer)
- Chris O'Loughlin (hulptrainer)

### Transfers
| - Pierre-Baptiste Baherlé (Stade Bordelais) - Igor Berezovsky (geleend van SK Lierse) - William Dutoit (Boussu Dour) - David Habarugira (RWDM Brussels) - Gaëtan Hendrickx (KRC Genk) - Anıl Koç (geleend van Standard Luik) - Yentl Meyssen (PSV Eindhoven) - Hilaire Momi (Le Mans FC) - Salomon Nirisarike (Antwerp FC) - Piotr Parzyszek (Charlton Athletic FC) - Faycal Rherras (RCS Wezet) - Rodrigo Rojo (Újpest FC) - Mergim Vojvoda (geleend van Standard Luik) - Yvan Yagan (Racing Mechelen) | - Naïm Aarab (einde uitleenbeurt) - Mohammed Aoulad (KVC Westerlo) - Timo Cauwenberg (AS Verbroedering Geel) - Lauri Dalla Valle (contract ontbonden) - Giel Deferm (Lommel United) - Dorian Dessoleil (contract ontbonden) - Grégory Dufer (Seraing United) - Guy Dufour (KAS Eupen) - Lennart Ghijssens (KVK Wellen) - Anıl Koç (einde uitleenbeurt) - Tortol Lumanza Lembi (Standard Luik) - Erivelton Paulo da Silva (Racing Mechelen) - Mario Pruna (KSK Heist) - Ivo Rossen (FC Eindhoven) - Ibrahim Somé (Oud-Heverlee Leuven) |

## Oefenwedstrijden
|                                     |                     |       |                      |  |
| Woensdag 2 juli 2014, 19:30 uur     | Herk-de-Stad FC     | 0 - 6 | Sint-Truiden         |  |
|                                     |                     |       |                      |  |
|                                     |                     |       |                      |  |
| Zaterdag 5 juli 2014, 20:30 uur     | Sint-Truiden        | 0 - 0 | Standard Luik        |  |
|                                     |                     |       |                      |  |
|                                     |                     |       |                      |  |
| Zondag 6 juli 2014, 18:00 uur       | Sint-Truiden        | 0 - 0 | Charlton Athletic FC |  |
|                                     |                     |       |                      |  |
|                                     |                     |       |                      |  |
| Zaterdag 12 juli 2014, 18:30 uur    | Spouwen-Mopertingen | 2 - 6 | Sint-Truiden         |  |
|                                     |                     |       |                      |  |
|                                     |                     |       |                      |  |
| Zaterdag 19 juli 2014, 19:30 uur    | KVC Westerlo        | 2 - 0 | Sint-Truiden         |  |
|                                     |                     |       |                      |  |
|                                     |                     |       |                      |  |
| Maandag 21 juli 2014, 16:00 uur     | KVK Tienen          | 3 - 3 | Sint-Truiden         |  |
|                                     |                     |       |                      |  |
|                                     |                     |       |                      |  |
| Woensdag 23 juli 2014, 17:00 uur    | Al Shabab           | 0 - 0 | Sint-Truiden         |  |
|                                     |                     |       |                      |  |
|                                     |                     |       |                      |  |
| Zondag 27 juli 2014, 19:00 uur      | CS Wezet            | 0 - 3 | Sint-Truiden         |  |
|                                     |                     |       |                      |  |
|                                     |                     |       |                      |  |
| Woensdag 7 januari 2014, 16:00 uur  | Sint-Truiden        | 1 - 4 | SC Heerenveen        |  |
|                                     |                     |       |                      |  |
|                                     |                     |       |                      |  |
| Zaterdag 10 januari 2014, 17:30 uur | Sint-Truiden        | 1 - 3 | Cercle Brugge        |  |
|                                     |                     |       |                      |  |

## Tweede Klasse

#### Wedstrijden
| | |       | | |
| Zaterdag 2 augustus 2014, 20:00 uur | Sint-Truiden | 3 - 0 | Excelsior Virton | |
| Stayen, Sint-Truiden Toeschouwers: 3.500 Scheidsrechter: Nathan Verboomen Speeldag 1 Tweede Klasse 2014-15 | Piotr Parzyszek 17' Piotr Parzyszek 28' Piotr Parzyszek 75' Hilaire Momi 87'                                                                                              |       | 12' Guy Blaise 74' Dylan Suray                                                                                            | Opstelling Sint-Truiden: Davy Schollen, Dimitri Daeseleire, David Habarugira, Alessandro Iandoli, Sascha Kotysch, Pierre-Baptiste Baherlé, Rob Schoofs, Redouan Aalhoul, Edmilson Junior Paulo da Silva, Iebe Swers, Piotr Parzyszek Wissels Sint-Truiden: 68' Pierre-Baptiste Baherlé Mathias Schils 78' Piotr Parzyszek Hilaire Momi 85' Edmilson Junior Paulo da Silva Mehdi Lazaar |
| | |       | | |
| Zondag 10 augustus 2014, 15:00 uur | RAEC Bergen | 1 - 1 | Sint-Truiden | |
| Stade Charles Tondreau, Bergen Toeschouwers: 2.400 Scheidsrechter: Frederik Geldhof Speeldag 2 Tweede Klasse 2014-15 | Loris Brogno 20' Harlem Gnohéré 48' |       | 43' David Habarugira 78' Dimitri Daeseleire 90' Sascha Kotysch                                                            | Opstelling Sint-Truiden: Davy Schollen, Dimitri Daeseleire, David Habarugira, Alessandro Iandoli, Mathias Schils, Sascha Kotysch, Rob Schoofs, Redouan Aalhoul, Edmilson Junior Paulo da Silva, Iebe Swers, Piotr Parzyszek Wissels Sint-Truiden: 46' Iebe Swers Joeri Dequevy 60' Mathias Schils Pierre-Baptiste Baherlé 66' Edmilson Junior Paulo da Silva Hilaire Momi              |
| | |       | | |
| Woensdag 13 augustus 2014, 20:30 uur | Sint-Truiden | 1 - 2 | Seraing United | |
| Stayen, Sint-Truiden Toeschouwers: 4.000 Scheidsrechter: Bart Vertenten Speeldag 3 Tweede Klasse 2014-15 | Mehdi Lazaar 24' |       | 16' Yaya Boumediene 48' Petar Bojović 49' Petar Bojović 54' Yaya Boumediene 60' Saliu Popoola Sodiq                       | Opstelling Sint-Truiden: Davy Schollen, Dimitri Daeseleire, David Habarugira, Faycal Rherras, Sascha Kotysch, Pierre-Baptiste Baherlé, Rob Schoofs, Gaëtan Hendrickx, Edmilson Junior Paulo da Silva, Piotr Parzyszek, Mehdi Lazaar Wissels Sint-Truiden: 62' Rob Schoofs Redouan Aalhoul 69' Mehdi Lazaar Joeri Dequevy 75' Edmilson Junior Paulo da Silva Hilaire Momi               |
| | |       | | |
| Woensdag 12 november 2014, 20:30 uur | AFC Tubeke | 0 - 1 | Sint-Truiden | |
| Stade Leburton, Tubeke Toeschouwers: 608 Scheidsrechter: Thierry Derycke Speeldag 4 Tweede Klasse 2014-15 Opmerking: deze wedstrijd stond gepland op zaterdag 30 augustus 2014, maar werd uitgesteld door de onbespeelbaarheid van het veld. | Lonsana Dombouya 26' Lonsana Dombouya 73' |       | 16' Gaëtan Hendrickx 34' Yvan Erichot 41' Joeri Dequevy 82' Rob Schoofs                                                   | Opstelling Sint-Truiden: William Dutoit, Dimitri Daeseleire, David Habarugira, Alessandro Iandoli, Yvan Erichot, Mathias Schils, Sascha Kotysch, Joeri Dequevy, Rob Schoofs, Gaëtan Hendrickx, Piotr Parzyszek Wissels Sint-Truiden: 46' David Habarugira Faycal Rherras 60' Piotr Parzyszek Hilaire Momi 90' Joeri Dequevy Mehdi Lazaar                                               |
| | |       | | |
| Dinsdag 2 september 2014, 20:30 uur | Sint-Truiden | 3 - 2 | Oud-Heverlee Leuven | |
| Stayen, Sint-Truiden Toeschouwers: 5.500 Scheidsrechter: Lawrence Visser Speeldag 5 Tweede Klasse 2014-15 | Alessandro Iandoli 23' Edmilson Junior Paulo da Silva 31' Joeri Dequevy 36' Sascha Kotysch 37' Yvan Erichot 45' Yvan Erichot 47'                                          |       | 9' Yohan Croizet 50' Yohan Brouckaert 55' Kenny Van Hoevelen 66' Yohan Brouckaert 84' John Bostock 90' Matthias Trenson   | Opstelling Sint-Truiden: Davy Schollen, Dimitri Daeseleire, Alessandro Iandoli, Yvan Erichot, Mathias Schils, Faycal Rherras, Sascha Kotysch, Joeri Dequevy, Rob Schoofs, Gaëtan Hendrickx, Edmilson Junior Paulo da Silva Wissels Sint-Truiden: 69' Joeri Dequevy Mehdi Lazaar 86' Gaëtan Hendrickx Salomon Nirisarike                                                                |
| | |       | | |
| Zondag 7 september 2014, 15:00 uur | Eendracht Aalst | 1 - 2 | Sint-Truiden | |
| Pierre Cornelisstadion, Aalst Toeschouwers: 3.000 Scheidsrechter: Bram Van Driessche Speeldag 6 Tweede Klasse 2014-15 | Wesley Vanbelle 25' Wesley Vanbelle 82' |       | 20' Gaëtan Hendrickx 26' Mathias Schils 51' Faycal Rherras 90+1' William Dutoit                                           | Opstelling Sint-Truiden: William Dutoit, Dimitri Daeseleire, Alessandro Iandoli, Yvan Erichot, Mathias Schils, Faycal Rherras, Sascha Kotysch, Joeri Dequevy, Rob Schoofs, Gaëtan Hendrickx, Edmilson Junior Paulo da Silva Wissels Sint-Truiden: 65' Edmilson Junior Paulo da Silva Mehdi Lazaar 74' Faycal Rherras Iebe Swers 83' Joeri Dequevy Pierre-Baptiste Baherlé              |
| | |       | | |
| Zaterdag 13 september 2014, 20:00 uur | Sint-Truiden | 2 - 1 | Racing Mechelen | |
| Stayen, Sint-Truiden Toeschouwers: 5.200 Scheidsrechter: Christof Dierick Speeldag 7 Tweede Klasse 2014-15 | Rob Schoofs 24' Sascha Kotysch 28' Alessandro Iandoli 29' Sascha Kotysch 43' Piotr Parzyszek 77'                                                                          |       | 4' Modeste Gnakpa 33' (pen.) Yvan Yagan                                                                                   | Opstelling Sint-Truiden: William Dutoit, Dimitri Daeseleire, Alessandro Iandoli, Yvan Erichot, Mathias Schils, Faycal Rherras, Sascha Kotysch, Joeri Dequevy, Rob Schoofs, Gaëtan Hendrickx, Anıl Koç Wissels Sint-Truiden: 46' Anıl Koç Piotr Parzyszek 59' Joeri Dequevy Pierre-Baptiste Baherlé 86' Dimitri Daeseleire David Habarugira                                             |
| | |       | | |
| Zaterdag 20 september 2014, 19:30 uur | KFC Dessel Sport | 1 - 1 | Sint-Truiden | |
| Armand Melisstadion, Dessel Toeschouwers: 1.200 Scheidsrechter: Maxime Smeets Speeldag 8 Tweede Klasse 2014-15 | Andrew Petersen 41' Omar Benassar 68' |       | 42' Sascha Kotysch 55' Yvan Erichot 73' Pierre-Baptiste Baherlé                                                           | Opstelling Sint-Truiden: William Dutoit, Dimitri Daeseleire, Alessandro Iandoli, Yvan Erichot, Mathias Schils, Faycal Rherras, Sascha Kotysch, Rob Schoofs, Gaëtan Hendrickx, Anıl Koç, Piotr Parzyszek Wissels Sint-Truiden: 61' Anıl Koç Pierre-Baptiste Baherlé 75' Piotr Parzyszek Mehdi Lazaar 85' Gaëtan Hendrickx Iebe Swers                                                    |
| | |       | | |
| Zondag 28 september 2014, 17:00 uur | Sint-Truiden | 1 - 0 | Antwerp FC | |
| Stayen, Sint-Truiden Toeschouwers: 5.000 Scheidsrechter: Thierry Derycke Speeldag 9 Tweede Klasse 2014-15 | Rob Schoofs 45' Joeri Dequevy 56' |       | 30' Umberto Carvalho dos Santos 72' William Owusu Acheampong 85' Jannes Vansteenkiste                                     | Opstelling Sint-Truiden: William Dutoit, Dimitri Daeseleire, David Habarugira, Alessandro Iandoli, Yvan Erichot, Mathias Schils, Faycal Rherras, Joeri Dequevy, Rob Schoofs, Gaëtan Hendrickx, Piotr Parzyszek Wissels Sint-Truiden: 46' Faycal Rherras Edmilson Junior Paulo da Silva 63' Piotr Parzyszek Iebe Swers 82' Joeri Dequevy Mehdi Lazaar                                   |
| | |       | | |
| Zondag 5 oktober 2014, 15:00 uur | KAS Eupen | 3 - 0 | Sint-Truiden | |
| Kehrwegstadion, Eupen Toeschouwers: 2.073 Scheidsrechter: Erik Lambrechts Speeldag 10 Tweede Klasse 2014-15 | Samuel Asamoah 8' Florian Taulemesse 42' Sergio Rodríguez García 59' Florian Taulemesse 62' Ibrahima Diallo 64' Víctor Curto 73'                                          |       | 18' Joeri Dequevy 45' Dimitri Daeseleire 62' Yvan Erichot 64' David Habarugira                                            | Opstelling Sint-Truiden: William Dutoit, Dimitri Daeseleire, David Habarugira, Alessandro Iandoli, Yvan Erichot, Mathias Schils, Faycal Rherras, Joeri Dequevy, Rob Schoofs, Gaëtan Hendrickx, Iebe Swers Wissels Sint-Truiden: 46' Joeri Dequevy Pierre-Baptiste Baherlé 65' Iebe Swers Anıl Koç 74' Faycal Rherras Piotr Parzyszek                                                   |
| | |       | | |
| Zondag 12 oktober 2014, 15:00 uur | KVW Zaventem | 1 - 3 | Sint-Truiden | |
| Gemeentelijk Sportstadion, Zaventem Toeschouwers: 980 Scheidsrechter: Bart Vertenten Speeldag 11 Tweede Klasse 2014-15 | Maurice Weynants 18' Pieter Kempeneers 30' Axel Dheurs 60' Maurice Weynants 73'                                                                                           |       | 10' Mathias Schils 26' Piotr Parzyszek 71' Sascha Kotysch 82' Hilaire Momi                                                | Opstelling Sint-Truiden: William Dutoit, Dimitri Daeseleire, Alessandro Iandoli, Yvan Erichot, Mathias Schils, Sascha Kotysch, Joeri Dequevy, Pierre-Baptiste Baherlé, Rob Schoofs, Gaëtan Hendrickx, Piotr Parzyszek Wissels Sint-Truiden: 68' Piotr Parzyszek Redouan Aalhoul 68' Gaëtan Hendrickx Hilaire Momi 87' Pierre-Baptiste Baherlé David Habarugira                         |
| | |       | | |
| Zondag 19 oktober 2014, 18:00 uur | Sint-Truiden | 6 - 0 | White Star Brussel | |
| Stayen, Sint-Truiden Toeschouwers: 5.000 Scheidsrechter: Maxime Smeets Speeldag 12 Tweede Klasse 2014-15 | Joeri Dequevy 11' Yvan Erichot 27' Yvan Erichot 37' Rob Schoofs 40' Joeri Dequevy 52' Pierre-Baptiste Baherlé 67' Piotr Parzyszek 80' Sascha Kotysch 85' Mehdi Lazaar 89' |       | 22' Elhadji Ndoye 27' Mehdi Courgnaud 57' Mehdi Courgnaud 85' Jérémy Obin                                                 | Opstelling Sint-Truiden: William Dutoit, Dimitri Daeseleire, Alessandro Iandoli, Yvan Erichot, Mathias Schils, Sascha Kotysch, Joeri Dequevy, Pierre-Baptiste Baherlé, Rob Schoofs, Gaëtan Hendrickx, Redouan Aalhoul Wissels Sint-Truiden: 61' Gaëtan Hendrickx Hilaire Momi 61' Redouan Aalhoul Piotr Parzyszek 71' Pierre-Baptiste Baherlé Mehdi Lazaar                             |
| | |       | | |
| Zaterdag 25 oktober 2014, 20:00 uur | Patro Eisden Maasmechelen | 1 - 2 | Sint-Truiden | |
| Patrostadion, Maasmechelen Toeschouwers: 3.000 Scheidsrechter: Christophe Delacour Speeldag 13 Tweede Klasse 2014-15 | Taner Taktak 26' Christophe Martín-Suárez 39' Marco Battista 59' Alessio Allegria 90+1'                                                                                   |       | 31' Mathias Schils 37' Rob Schoofs 63' Hilaire Momi 90' Gaëtan Hendrickx                                                  | Opstelling Sint-Truiden: William Dutoit, Dimitri Daeseleire, Alessandro Iandoli, Yvan Erichot, Mathias Schils, Sascha Kotysch, Joeri Dequevy, Pierre-Baptiste Baherlé, Rob Schoofs, Gaëtan Hendrickx, Piotr Parzyszek Wissels Sint-Truiden: 46' Alessandro Iandoli Faycal Rherras 60' Joeri Dequevy Hilaire Momi 82' Piotr Parzyszek Redouan Aalhoul                                   |
| | |       | | |
| Zaterdag 1 november 2014, 20:00 uur | Sint-Truiden | 3 - 1 | KSK Heist | |
| Stayen, Sint-Truiden Toeschouwers: 4.500 Scheidsrechter: Ben Mesotten Speeldag 14 Tweede Klasse 2014-15 | Joeri Dequevy 50' Joeri Dequevy 57' Mathias Schils 67' |       | 39' Cor Gillis 66' Geoffry Hairemans                                                                                      | Opstelling Sint-Truiden: William Dutoit, Dimitri Daeseleire, Alessandro Iandoli, Yvan Erichot, Mathias Schils, Sascha Kotysch, Joeri Dequevy, Pierre-Baptiste Baherlé, Rob Schoofs, Redouan Aalhoul, Piotr Parzyszek Wissels Sint-Truiden: 61' Joeri Dequevy Anıl Koç 72' Pierre-Baptiste Baherlé Salomon Nirisarike 78' Piotr Parzyszek Hilaire Momi                                  |
| | |       | | |
| Zaterdag 8 november 2014, 20:00 uur | KSV Roeselare | 0 - 1 | Sint-Truiden | |
| Schiervelde, Roeselare Toeschouwers: 2.000 Scheidsrechter: Carlos-Manuel Alho Guerreiro Speeldag 15 Tweede Klasse 2014-15 | Mickael Seoudi 41' Kjetil Borry 48' Olivier Myny 59' Vincent Provoost 73'                                                                                                 |       | 42' Pierre-Baptiste Baherlé 54' Salomon Nirisarike 81' Hilaire Momi 82' Rob Schoofs 88' Piotr Parzyszek                   | Opstelling Sint-Truiden: William Dutoit, Dimitri Daeseleire, Alessandro Iandoli, Mathias Schils, Salomon Nirisarike, Sascha Kotysch, Joeri Dequevy, Pierre-Baptiste Baherlé, Rob Schoofs, Gaëtan Hendrickx, Redouan Aalhoul Wissels Sint-Truiden: 46' Gaëtan Hendrickx Hilaire Momi 63' Pierre-Baptiste Baherlé Mergim Vojvoda 70' Redouan Aalhoul Piotr Parzyszek                     |
| | |       | | |
| Zaterdag 15 november 2014, 20:00 uur | Sint-Truiden | 2 - 1 | AS Verbroedering Geel | |
| Stayen, Sint-Truiden Toeschouwers: 7.653 Scheidsrechter: Karim Saadouni Speeldag 16 Tweede Klasse 2014-15 | Dimitri Daeseleire 58' Hilaire Momi 68' |       | 25' (own) Yannis Augustijnen 55' Ben Santermans 58' Axel Bossekota 67' Lens Annab 74' Axel Bossekota 90' Axel Bossekota   | Opstelling Sint-Truiden: William Dutoit, Dimitri Daeseleire, David Habarugira, Alessandro Iandoli, Mathias Schils, Faycal Rherras, Sascha Kotysch, Joeri Dequevy, Gaëtan Hendrickx, Redouan Aalhoul, Mehdi Lazaar Wissels Sint-Truiden: 46' Faycal Rherras Piotr Parzyszek 62' Mehdi Lazaar Hilaire Momi 72' Redouan Aalhoul Pierre-Baptiste Baherlé                                   |
| | |       | | |
| Zaterdag 22 november 2014, 20:00 uur | Lommel United | 0 - 1 | Sint-Truiden | |
| Soevereinstadion, Lommel Toeschouwers: 3.000 Scheidsrechter: Bram Van Driessche Speeldag 17 Tweede Klasse 2014-15 | Lucas Schoofs 60' |       | 17' Rob Schoofs 43' Piotr Parzyszek 48' Pierre-Baptiste Baherlé 90' William Dutoit                                        | Opstelling Sint-Truiden: William Dutoit, Dimitri Daeseleire, Alessandro Iandoli, Yvan Erichot, Mathias Schils, Sascha Kotysch, Joeri Dequevy, Pierre-Baptiste Baherlé, Rob Schoofs, Gaëtan Hendrickx, Piotr Parzyszek Wissels Sint-Truiden: 60' Piotr Parzyszek Hilaire Momi 70' Joeri Dequevy Mergim Vojvoda 81' Pierre-Baptiste Baherlé Redouan Aalhoul                              |
| | |       | | |
| Zaterdag 29 november 2014, 18:00 uur | Excelsior Virton | 0 - 1 | Sint-Truiden | |
| Stade Yvan Georges, Virton Toeschouwers: 3.050 Scheidsrechter: Alexandre Boucaut Speeldag 18 Tweede Klasse 2014-15 | Mathieu Cornet 65' Nicolas Day 85' Valentin Focki 88' |       | 13' Joeri Dequevy 57' Sascha Kotysch 58' Pierre-Baptiste Baherlé                                                          | Opstelling Sint-Truiden: William Dutoit, Dimitri Daeseleire, Alessandro Iandoli, Yvan Erichot, Mathias Schils, Sascha Kotysch, Joeri Dequevy, Pierre-Baptiste Baherlé, Rob Schoofs, Gaëtan Hendrickx, Piotr Parzyszek Wissels Sint-Truiden: 67' Joeri Dequevy Hilaire Momi 73' Piotr Parzyszek Edmilson Junior Paulo da Silva 82' Rob Schoofs Faycal Rherras                           |
| | |       | | |
| Zaterdag 6 december 2014, 20:00 uur | Sint-Truiden | 1 - 0 | RAEC Bergen | |
| Stayen, Sint-Truiden Toeschouwers: 6.224 Scheidsrechter: Christophe Delacour Speeldag 19 Tweede Klasse 2014-15 | Edmilson Junior Paulo da Silva 64' Redouan Aalhoul 67' Mathias Schils (pen.) 80' Yvan Erichot 82'                                                                         |       | 12' Yannick Gaby Loemba 59' Jordan Massengo 67' Roman Ferber 70' Andrei da Silva Camargo 90' Jordan Massengo              | Opstelling Sint-Truiden: William Dutoit, Dimitri Daeseleire, David Habarugira, Alessandro Iandoli, Yvan Erichot, Mathias Schils, Joeri Dequevy, Pierre-Baptiste Baherlé, Rob Schoofs, Gaëtan Hendrickx, Piotr Parzyszek Wissels Sint-Truiden: 31' Joeri Dequevy Redouan Aalhoul 59' Gaëtan Hendrickx Edmilson Junior Paulo da Silva 72' Pierre-Baptiste Baherlé Hilaire Momi           |
| | |       | | |
| Zondag 14 december 2014, 20:00 uur | Seraing United | 2 - 2 | Sint-Truiden | |
| Stade du Pairay, Seraing Toeschouwers: 3.000 Scheidsrechter: Lawrence Visser Speeldag 20 Tweede Klasse 2014-15 | Florent Stevance 32' Saliu Popoola Sodiq 34' Grégory Dufer 38' |       | 49' Piotr Parzyszek 75' Mehdi Lazaar 79' Rob Schoofs 86' Pierre-Baptiste Baherlé                                          | Opstelling Sint-Truiden: William Dutoit, Dimitri Daeseleire, Alessandro Iandoli, Yvan Erichot, Mathias Schils, Faycal Rherras, Mergim Vojvoda, Sascha Kotysch, Pierre-Baptiste Baherlé, Rob Schoofs, Piotr Parzyszek Wissels Sint-Truiden: 46' Mergim Vojvoda Edmilson Junior Paulo da Silva 46' Faycal Rherras Hilaire Momi 69' Mathias Schils Mehdi Lazaar                           |
| | |       | | |
| Zaterdag 20 december 2014, 20:00 uur | Sint-Truiden | 2 - 0 | AFC Tubeke | |
| Stayen, Sint-Truiden Toeschouwers: 7.554 Scheidsrechter: Nathan Verboomen Speeldag 21 Tweede Klasse 2014-15 | Mehdi Lazaar 8' Mergim Vojvoda 66' Rob Schoofs 90' |       | 18' Amara Diané 45+1' Malamine Diarra                                                                                     | Opstelling Sint-Truiden: William Dutoit, Dimitri Daeseleire, Alessandro Iandoli, Yvan Erichot, Mathias Schils, Mergim Vojvoda, Sascha Kotysch, Rob Schoofs, Gaëtan Hendrickx, Piotr Parzyszek, Mehdi Lazaar Wissels Sint-Truiden: 59' Mehdi Lazaar Edmilson Junior Paulo da Silva 64' Piotr Parzyszek Hilaire Momi 83' Mergim Vojvoda David Habarugira                                 |
| | |       | | |
| Zondag 18 januari 2015, 15:00 uur | Oud-Heverlee Leuven | 2 - 3 | Sint-Truiden | |
| Den Dreef, Leuven Toeschouwers: 7.421 Scheidsrechter: Christof Dierick Speeldag 22 Tweede Klasse 2014-15 | Jovan Kostovski 32' John Bostock (pen.) 34' Jovan Kostovski 89' |       | 33' Iebe Swers 48' Sascha Kotysch 56' Yvan Erichot 73' Hilaire Momi 75' Edmilson Junior Paulo da Silva 90+4' Hilaire Momi | Opstelling Sint-Truiden: Igor Berezovsky, Dimitri Daeseleire, Alessandro Iandoli, Yvan Erichot, Mathias Schils, Iebe Swers, Sascha Kotysch, Rob Schoofs, Gaëtan Hendrickx, Piotr Parzyszek, Mehdi Lazaar Wissels Sint-Truiden: 46' Mehdi Lazaar Edmilson Junior Paulo da Silva 46' Piotr Parzyszek Hilaire Momi 76' Alessandro Iandoli Matthias Odeurs                                 |
| | |       | | |
| Zaterdag 24 januari 2015, 20:00 uur | Sint-Truiden | 1 - 1 | Eendracht Aalst | |
| Stayen, Sint-Truiden Toeschouwers: 6.053 Scheidsrechter: Wim Smet Speeldag 23 Tweede Klasse 2014-15 | Piotr Parzyszek 36' |       | 54' Gianni De Neve 80' Kevin Janssens 86' Ratko Vansimpsen                                                                | Opstelling Sint-Truiden: Igor Berezovsky, David Habarugira, Yvan Erichot, Mathias Schils, Sascha Kotysch, Joeri Dequevy, Pierre-Baptiste Baherlé, Rob Schoofs, Gaëtan Hendrickx, Edmilson Junior Paulo da Silva, Iebe Swers Wissels Sint-Truiden: 34' Iebe Swers Piotr Parzyszek 65' Joeri Dequevy Mehdi Lazaar 80' Edmilson Junior Paulo da Silva Hilaire Momi                        |
| | |       | | |
| Zondag 1 februari 2015, 14:30 uur | Racing Mechelen | 0 - 2 | Sint-Truiden | |
| Oscar Vankesbeeckstadion, Mechelen Toeschouwers: 1.900 Scheidsrechter: Philippe Vinche Speeldag 24 Tweede Klasse 2014-15 | |       | 14' Joeri Dequevy 17' Hilaire Momi 70' Piotr Parzyszek                                                                    | Opstelling Sint-Truiden: Igor Berezovsky, Dimitri Daeseleire, Alessandro Iandoli, Yvan Erichot, Mathias Schils, Sascha Kotysch, Joeri Dequevy, Pierre-Baptiste Baherlé, Gaëtan Hendrickx, Edmilson Junior Paulo da Silva, Hilaire Momi Wissels Sint-Truiden: 60' Hilaire Momi Piotr Parzyszek 69' Gaëtan Hendrickx Faycal Rherras 86' Edmilson Junior Paulo da Silva Mehdi Lazaar      |
| | |       | | |
| Zaterdag 7 februari 2015, 20:00 uur | Sint-Truiden | 0 - 0 | KFC Dessel Sport | |
| Stayen, Sint-Truiden Toeschouwers: 7.223 Scheidsrechter: Jonathan Lardot Speeldag 25 Tweede Klasse 2014-15 | Joeri Dequevy 74' |       | 19' Jari Breugelmans 38' Hans Hannes 87' Prince Asubonteng                                                                | Opstelling Sint-Truiden: William Dutoit, Dimitri Daeseleire, Alessandro Iandoli, Yvan Erichot, Mathias Schils, Sascha Kotysch, Joeri Dequevy, Gaëtan Hendrickx, Edmilson Junior Paulo da Silva, Piotr Parzyszek, Mehdi Lazaar Wissels Sint-Truiden: 37' Mehdi Lazaar Yvan Yagan 46' Edmilson Junior Paulo da Silva Pierre-Baptiste Baherlé 65' Piotr Parzyszek Hilaire Momi            |
| | |       | | |
| Vrijdag 13 februari 2015, 20:30 uur | Antwerp FC | 0 - 2 | Sint-Truiden | |
| Bosuilstadion, Antwerpen Toeschouwers: 3.834 Scheidsrechter: Thierry Derycke Speeldag 26 Tweede Klasse 2014-15 | Wim De Decker 64' Maël Lépicier 75' Jannes Vansteenkiste 90' |       | 30' Dimitri Daeseleire 46' Pierre-Baptiste Baherlé 60' Edmilson Junior Paulo da Silva                                     | Opstelling Sint-Truiden: William Dutoit, Dimitri Daeseleire, Alessandro Iandoli, Yvan Erichot, Mathias Schils, Sascha Kotysch, Pierre-Baptiste Baherlé, Rob Schoofs, Gaëtan Hendrickx, Edmilson Junior Paulo da Silva, Piotr Parzyszek Wissels Sint-Truiden: 66' Dimitri Daeseleire Faycal Rherras 77' Pierre-Baptiste Baherlé David Habarugira 86' Piotr Parzyszek Hilaire Momi       |
| | |       | | |
| Zondag 1 maart 2015, 15:00 uur | Sint-Truiden | 1 - 0 | KAS Eupen | |
| Stayen, Sint-Truiden Toeschouwers: Christophe Delacour Scheidsrechter: 9.024 Speeldag 27 Tweede Klasse 2014-15 | Yvan Erichot 38' Rob Schoofs 68' |       | 34' Raoul Prisse Kenne 38' Luis García Fernández                                                                          | Opstelling Sint-Truiden: William Dutoit, Dimitri Daeseleire, David Habarugira, Alessandro Iandoli, Yvan Erichot, Mathias Schils, Joeri Dequevy, Pierre-Baptiste Baherlé, Rob Schoofs, Edmilson Junior Paulo da Silva, Piotr Parzyszek Wissels Sint-Truiden: 66' Piotr Parzyszek Hilaire Momi 74' Joeri Dequevy Gaëtan Hendrickx 86' Edmilson Junior Paulo da Silva Faycal Rherras      |
| | |       | | |
| Zaterdag 7 maart 2015, 20:00 uur | Sint-Truiden | 1 - 0 | KVW Zaventem | |
| Stayen, Sint-Truiden Toeschouwers: 7.525 Scheidsrechter: Nicolas Laforge Speeldag 28 Tweede Klasse 2014-15 | Piotr Parzyszek 3' David Habarugira 66' |       | 22' Ugo Nwadikwa 48' Julien Charlier                                                                                      | Opstelling Sint-Truiden: William Dutoit, Dimitri Daeseleire, David Habarugira, Alessandro Iandoli, Yvan Erichot, Joeri Dequevy, Pierre-Baptiste Baherlé, Rob Schoofs, Edmilson Junior Paulo da Silva, Hilaire Momi, Piotr Parzyszek Wissels Sint-Truiden: 61' Edmilson Junior Paulo da Silva Redouan Aalhoul 72' Joeri Dequevy Yvan Yagan 84' Hilaire Momi Mathias Schils              |
| | |       | | |
| Vrijdag 13 maart 2015, 20:30 uur | White Star Brussel | 1 - 1 | Sint-Truiden | |
| Fallonstadion, Sint-Lambrechts-Woluwe Toeschouwers: 800 Scheidsrechter: Christof Virant Speeldag 29 Tweede Klasse 2014-15 | Gary Ambroise 35' Jérémy Huyghebaert 40' Noel Soumah 57' Amadou Diallo 73' Mamadou Fall 80'                                                                               |       | 21' Rob Schoofs 88' (pen.) Alessandro Iandoli                                                                             | Opstelling Sint-Truiden: William Dutoit, David Habarugira, Alessandro Iandoli, Yvan Erichot, Mathias Schils, Faycal Rherras, Pierre-Baptiste Baherlé, Rob Schoofs, Gaëtan Hendrickx, Edmilson Junior Paulo da Silva, Hilaire Momi Wissels Sint-Truiden: 46' Gaëtan Hendrickx Joeri Dequevy 65' Hilaire Momi Piotr Parzyszek 72' Pierre-Baptiste Baherlé Mehdi Lazaar                   |
| | |       | | |
| Zaterdag 21 maart 2015, 20:00 uur | Sint-Truiden | 2 - 2 | Patro Eisden Maasmechelen                                                                                                 | |
| Stayen, Sint-Truiden Toeschouwers: 8.414 Scheidsrechter: Tim Pots Speeldag 30 Tweede Klasse 2014-15 | Piotr Parzyszek 40' Hilaire Momi 58' David Habarugira 85' |       | 19' Samir Bouhriss 25' Martijn Stefani 77' Ruben Janssen 82' Alessio Allegria                                             | Opstelling Sint-Truiden: William Dutoit, David Habarugira, Alessandro Iandoli, Yvan Erichot, Mathias Schils, Faycal Rherras, Pierre-Baptiste Baherlé, Rob Schoofs, Edmilson Junior Paulo da Silva, Hilaire Momi, Piotr Parzyszek Wissels Sint-Truiden: 20' Edmilson Junior Paulo da Silva Yvan Yagan 69' Piotr Parzyszek Gaëtan Hendrickx 83' Faycal Rherras Dimitri Daeseleire        |
| | |       | | |
| Vrijdag 3 april 2015, 20:30 uur | KSK Heist | 3 - 1 | Sint-Truiden | |
| Gemeentelijk Sportcentrum, Heist-op-den-Berg Toeschouwers: 2.000 Scheidsrechter: Jurgen Brinckman Speeldag 31 Tweede Klasse 2014-15 | Jan Van den Bergh 24' Gwenn Jacobs 63' Bart Webers (pen.) 75' |       | 34' Piotr Parzyszek 78' Hilaire Momi                                                                                      | Opstelling Sint-Truiden: William Dutoit, Dimitri Daeseleire, David Habarugira, Alessandro Iandoli, Mathias Schils, Salomon Nirisarike, Joeri Dequevy, Rob Schoofs, Edmilson Junior Paulo da Silva, Yvan Yagan, Piotr Parzyszek Wissels Sint-Truiden: 46' Piotr Parzyszek Hilaire Momi 46' Mathias Schils Pierre-Baptiste Baherlé 65' Edmilson Junior Paulo da Silva Iebe Swers         |
| | |       | | |
| Zaterdag 11 april 2015, 20:00 uur | Sint-Truiden | 3 - 0 | KSV Roeselare | |
| Stayen, Sint-Truiden Toeschouwers: 7.423 Scheidsrechter: Carlos-Manuel Alho Guerreiro Speeldag 32 Tweede Klasse 2014-15 | Gaëtan Hendrickx 22' Hilaire Momi 40' Hilaire Momi 59' Edmilson Junior Paulo da Silva 79'                                                                                 |       | 9' Jimmy De Jonghe 37' Kjetil Borry 45' Marcos Camozzato                                                                  | Opstelling Sint-Truiden: William Dutoit, David Habarugira, Alessandro Iandoli, Yvan Erichot, Faycal Rherras, Joeri Dequevy, Pierre-Baptiste Baherlé, Rob Schoofs, Gaëtan Hendrickx, Edmilson Junior Paulo da Silva, Hilaire Momi Wissels Sint-Truiden: 60' Hilaire Momi Piotr Parzyszek 69' Rob Schoofs Mathias Schils 84' Pierre-Baptiste Baherlé Iebe Swers                          |
| | |       | | |
| Zondag 19 april 2015, 15:00 uur | AS Verbroedering Geel | 1 - 4 | Sint-Truiden | |
| Leunenstadion, Geel Toeschouwers: 3.000 Scheidsrechter: Bram Van Driessche Speeldag 33 Tweede Klasse 2014-15 | Ben Santermans (own) 34' Zico Gielis 72' Timo Cauwenberg 78' Zico Gielis 84'                                                                                              |       | 20' Rob Schoofs 29' Joeri Dequevy 41' Hilaire Momi 78' Faycal Rherras                                                     | Opstelling Sint-Truiden: William Dutoit, David Habarugira, Alessandro Iandoli, Yvan Erichot, Faycal Rherras, Joeri Dequevy, Pierre-Baptiste Baherlé, Rob Schoofs, Gaëtan Hendrickx, Edmilson Junior Paulo da Silva, Hilaire Momi Wissels Sint-Truiden: 60' Rob Schoofs Mathias Schils 60' David Habarugira Salomon Nirisarike 75' Joeri Dequevy Dimitri Daeseleire                     |
| | |       | | |
| Zaterdag 25 april 2015, 20:00 uur | Sint-Truiden | 2 - 1 | Lommel United | |
| Stayen, Sint-Truiden Toeschouwers: 11.802 Scheidsrechter: Christophe Delacour Speeldag 34 Tweede Klasse 2014-15 | Rob Schoofs 63' Rob Schoofs 70' Hilaire Momi 80' |       | 49' Glenn Neven 72' Giel Deferm                                                                                           | Opstelling Sint-Truiden: William Dutoit, Dimitri Daeseleire, David Habarugira, Alessandro Iandoli, Yvan Erichot, Pierre-Baptiste Baherlé, Rob Schoofs, Gaëtan Hendrickx, Edmilson Junior Paulo da Silva, Hilaire Momi, Piotr Parzyszek Wissels Sint-Truiden: 56' William Dutoit Igor Berezovsky 62' Pierre-Baptiste Baherlé Mathias Schils 78' Rob Schoofs Joeri Dequevy               |

#### Resultaten per speeldag
| Speeldag  | 1 | 2 | 3 | 4 | 5  | 6  | 7  | 8  | 9  | 10 | 11 | 12 | 13 | 14 | 15 | 16 | 17 | 18 | 19 | 20 | 21 | 22 | 23 | 24 | 25 | 26 | 27 | 28 | 29 | 30 | 31 | 32 | 33 | 34 |
| --------- | - | - | - | - | -- | -- | -- | -- | -- | -- | -- | -- | -- | -- | -- | -- | -- | -- | -- | -- | -- | -- | -- | -- | -- | -- | -- | -- | -- | -- | -- | -- | -- | -- |
| Resultaat | w | g | v | w | w  | w  | w  | g  | w  | v  | w  | w  | w  | w  | w  | w  | w  | w  | w  | g  | w  | w  | g  | w  | g  | w  | w  | w  | g  | g  | v  | w  | w  | w  |
| Punten    | 3 | 4 | 4 | 7 | 10 | 13 | 16 | 17 | 20 | 20 | 23 | 26 | 29 | 32 | 35 | 38 | 41 | 44 | 47 | 48 | 51 | 54 | 55 | 58 | 59 | 62 | 65 | 68 | 69 | 70 | 70 | 73 | 76 | 79 |
| Positie   | 1 | 4 | 7 | 1 | 7  | 7  | 3  | 6  | 3  | 5  | 5  | 2  | 2  | 1  | 1  | 1  | 1  | 1  | 1  | 1  | 1  | 1  | 1  | 1  | 1  | 1  | 1  | 1  | 1  | 1  | 1  | 1  | 1  | 1  |

#### Eindstand
| Pl. | Club                      | Gesp. | W  | G  | V  | GV | GT | Ptn. | Kwalificatie of degradatie   |
| --- | ------------------------- | ----- | -- | -- | -- | -- | -- | ---- | ---------------------------- |
| 1   | Sint-Truiden              | 34    | 24 | 7  | 3  | 62 | 28 | 79   | Promotie naar Eerste Klasse  |
| 2   | Lommel United             | 34    | 21 | 7  | 6  | 65 | 27 | 70   | Eindronde voor promotie      |
| 3   | KAS Eupen                 | 34    | 20 | 7  | 7  | 63 | 30 | 67   | Eindronde voor promotie      |
| 4   | Seraing United            | 34    | 17 | 10 | 7  | 69 | 39 | 61   |                              |
| 5   | Oud-Heverlee Leuven       | 34    | 17 | 10 | 7  | 66 | 39 | 61   | Eindronde voor promotie      |
| 6   | Excelsior Virton          | 34    | 17 | 8  | 9  | 58 | 35 | 59   |                              |
| 7   | RAEC Bergen               | 34    | 14 | 13 | 7  | 52 | 30 | 55   |                              |
| 8   | AFC Tubeke                | 34    | 14 | 8  | 12 | 43 | 40 | 50   |                              |
| 9   | Eendracht Aalst           | 34    | 12 | 10 | 12 | 48 | 45 | 46   |                              |
| 10  | Antwerp FC                | 34    | 11 | 9  | 14 | 41 | 41 | 42   |                              |
| 11  | KSV Roeselare             | 34    | 10 | 12 | 12 | 44 | 45 | 42   |                              |
| 12  | White Star Brussel        | 34    | 8  | 16 | 10 | 43 | 48 | 40   |                              |
| 13  | AS Verbroedering Geel     | 34    | 10 | 9  | 15 | 42 | 62 | 39   |                              |
| 14  | KSK Heist                 | 34    | 10 | 6  | 18 | 41 | 61 | 36   |                              |
| 15  | KFC Dessel Sport          | 34    | 7  | 10 | 17 | 36 | 58 | 31   |                              |
| 16  | Patro Eisden Maasmechelen | 34    | 6  | 8  | 20 | 38 | 68 | 26   | Eindronde voor degradatie    |
| 17  | Racing Mechelen           | 34    | 5  | 4  | 25 | 23 | 87 | 19   | Degradatie naar Derde Klasse |
| 18  | KVW Zaventem              | 34    | 3  | 6  | 25 | 30 | 81 | 15   | Degradatie naar Derde Klasse |

## Beker van België
| | |                       |                                                             | |
| Zondag 17 augustus 2014, 16:00 uur                                                                                            | Sint-Truiden | 3 - 2 na verlengingen | KMSK Deinze                                                 | |
| Stayen, Sint-Truiden Toeschouwers: 1.300 Scheidsrechter: Nathan Verboomen 4de ronde Beker van België 2014-15                  | Piotr Parzyszek 12' Hilaire Momi 78' Piotr Parzyszek 113'                                                          |                       | 22' Jérôme Mezine 36' Brecht Van der Beke 39' Jérôme Mezine | Opstelling Sint-Truiden: William Dutoit, Dimitri Daeseleire, David Habarugira, Alessandro Iandoli, Gaëtan Hendrickx, Salomon Nirisarike, Mehdi Lazaar, Redouan Aalhoul, Yvan Erichot, Iebe Swers, Piotr Parzyszek Wissels Sint-Truiden: 58' Iebe Swers Rob Schoofs 62' Dimitri Daeseleire Faycal Rherras 70' David Habarugira Hilaire Momi                              |
| | |                       |                                                             | |
| Zaterdag 23 augustus 2014, 20:00 uur                                                                                          | Sint-Truiden | 2 - 0                 | Géants Athois                                               | |
| Stayen, Sint-Truiden Toeschouwers: 1.000 Scheidsrechter: Gert Deckers 5de ronde Beker van België 2014-15                      | Mehdi Lazaar 1' Gaëtan Hendrickx 87'                                                                               |                       | 74' Jonathan Eeckout                                        | Opstelling Sint-Truiden: William Dutoit, Dimitri Daeseleire, David Habarugira, Mathias Schils, Faycal Rherras, Sascha Kotysch, Joeri Dequevy, Rob Schoofs, Gaëtan Hendrickx, Piotr Parzyszek, Mehdi Lazaar Wissels Sint-Truiden: 34' Dimitri Daeseleire Alessandro Iandoli 69' David Habarugira Pierre-Baptiste Baherlé 76' Mehdi Lazaar Edmilson Junior Paulo da Silva |
| | |                       |                                                             | |
| Woensdag 24 september 2014, 20:30 uur                                                                                         | SK Lierse | 4 - 0                 | Sint-Truiden                                                | |
| Herman Vanderpoortenstadion, Lier Toeschouwers: 3.000 Scheidsrechter: Jonathan Lardot 1/16de finales Beker van België 2014-15 | Rami Bensebaini 10' Ayub Masika 59' Ahmed Sayed 64' Alhassane Keita 72' Alhassane Keita 86' Thomas Wils (pen.) 90' |                       | 28' Yvan Erichot 65' Piotr Parzyszek                        | Opstelling Sint-Truiden: William Dutoit, Dimitri Daeseleire, Alessandro Iandoli, Yvan Erichot, Mathias Schils, Faycal Rherras, Sascha Kotysch, Joeri Dequevy, Rob Schoofs, Gaëtan Hendrickx, Iebe Swers Wissels Sint-Truiden: 53' Iebe Swers Edmilson Junior Paulo da Silva 63' Faycal Rherras Piotr Parzyszek 71' Joeri Dequevy Anıl Koç                               |